# Ligusticum wallichii
Ligusticum wallichii Franch. (Ligusticum striatum DC.) es una especie de planta fanerógama perteneciente a la familia Apiaceae, una de las 50 hierbas fundamentales usadas en la medicina tradicional china. Se la conoce por su nombre común en chino chuānxiōng (川芎) . Los compuestos biológicos de la planta incluyen la ligustrazina (Tetrametilpirazina). 
Es nativo de la  India y Nepal.

## Descripción
Planta herbácea que alcanza un tamaño de 30-120 cm de altura, glabros. Raíz cilíndrica. Tallo simple y poco ramificado, base revestida en vainas remanentes fibrosas. Hojas basales ovadas hoja en líneas generales, de 4-8 × 3-6 cm, 3-4-pinnadas, pinnas 4-5 pares primarios; segmentos finales lineales, 3-10 × 1-2 mm. Las caulinares con pocas hojas, se reducen gradualmente hacia arriba. Las inflorescencias son terminales en umbelas de 5-7 cm de diámetro, las umbelas laterales más pequeñas; brácteas 4-6, lineales, con 8-14 rayos, desiguales, de 2-4 cm.  Cáliz con dientes lanceolados, de 0,6 mm. Pétalos blancos, obovadas, base cuneada. Fruto oblongo-ovoides, 3.5-4 × 3-3.5 mm, costillas prominentes, subiguales. Semilla avión cara. Fl. y fr. Julio-septiembre.

## Distribución y hábitat
Se encuentra en umbrías de los bosques; a una altitud de 1500-3700 metros en Yunnan (Heqing) en China y en India, Cachemira y Nepal.

## Taxonomía
Ligusticum wallichii fue descrita por   Adrien René Franchet y publicado en Bulletin annuel de la Société Philomatique de Paris 6: 136. 1894.
Etimología
Ligusticum: nombre del género que se cree que deriva de la región italiana de Liguria.
wallichii epíteto de la especie que fue otorgado en honor de Nathaniel Wallich, cirujano, botánico y pteridólogo danés.
Sinonimia
- Cortia striata (DC.) Leute
- Laserpitium striatum Wall.
- Ligusticum chuanxiong S.H.Qiu, Y.Q.Zeng, K.Y.Pan, Y.C.Tang & J.M.Xu
- Ligusticum striatum DC.
- Oreocome striata (DC.) Pimenov & Kljuykov
- Selinum striatum Benth. ex C.B.Clarke
- Selinum striatum (DC.) Benth. & Hook. f.[5]